# ONE SURVIVE
「ONE SURVIVE」（ワン サヴァイヴ）は、中島美嘉の3作目のシングル。2002年3月6日にソニー・ミュージックアソシエイテッドレコーズからリリースされた。

## 概要
2ndシングル「CRESCENT MOON」と2カ月連続リリースとなった。表題曲「ONE SURVIVE」は吉田美奈子が作詞を手掛けており、何かと不安を抱えるこの世界でも流される事無く、自分の意志を強く持って目指す道を突き進もうという前向きな気持ちを綴ったアップ・テンポな楽曲。作曲には様々なアーティストへの楽曲提供を行う新進気鋭のミュージシャンT2yaを起用しており、演奏にはニューヨークのハウス系ミュージシャンが携わり、生バンドを主体とし、ラテンジャズを取り入れたハウス調の楽曲に仕上げられている。
カップリングにはロート製薬のCMソングとして使用された「TRUE EYES」のほか、「ONE SURVIVE」の別バージョン、前シングル「CRESCENT MOON」の別バージョンも収録されている。
初回盤のみスーパー・ピクチャー・レーベル仕様になっている。

## 収録曲

### CD
1. ONE SURVIVE（4:53）
作詞：吉田美奈子／作曲：T2ya／編曲：O DASH
  - コダック ″MAX beauty″ CMソング[5]
2. TRUE EYES（4:09）
作詞：伊秩弘将／作曲：葛谷葉子／編曲：CHOKKAKU
  - ロート製薬 ″ロートジーファイ″ CMソング
3. CRESCENT MOON（Gonga Massive Version）（4:35）
作詞：松本隆／作曲：大野宏明／編曲：田中義人
4. ONE SURVIVE（Blaze Shelter Remix）（6:34）
編曲：BLAZE
5. ONE SURVIVE（Instrumental）（4:51）
6. TRUE EYES（Instrumental）（4:08）

### アナログ
A面
1. ONE SURVIVE
2. TRUE EYES

B面
1. ONE SURVIVE（Blaze Shelter Remix）
2. ONE SURVIVE（Blaze Shelter Remix） -Instrumental-

## 収録アルバム
- TRUE (#1,2、#1はアルバムバージョン)
- DEARS (#1)